# Reprezentacja Ukrainy w lekkoatletyce
Reprezentacja Ukrainy w lekkoatletyce – zespół, biorący udział w imieniu Ukrainy w meczach i sportowych imprezach międzynarodowych w lekkoatletyce, powoływany przez selekcjonera, w którym mogą występować wyłącznie zawodnicy posiadający obywatelstwo ukraińskie. Za jej funkcjonowanie odpowiedzialny jest Ukraiński Związek Lekkiej Atletyki (FLAU), który jest członkiem World Athletics.

## Historia
Swój pierwszy oficjalny występ reprezentacja Ukrainy zaliczyła w 1993 roku na halowych mistrzostwach świata w Toronto. Wtedy pierwszy i jedyny złoty medal w historii startów Ukraińców zdobyła Inesa Kraweć (trójskok). Trzy medale jako pierwszy i jedyny zdobył lekkoatleta Serhij Bubka w skoku o tyczce na mistrzostwach świata w 1993, 1995 i 1997 (wcześniej trzy złote dla ZSRR).

## Udział w turniejach międzynarodowych

### Igrzyska olimpijskie
Ukraińscy lekkoatleci uczestniczą w letnich igrzyskach olimpijskich od 1996, choć już wcześniej pojawiali się w ekipach państw zaborczych. Najwięcej medali - 4 - zdobyli w 1996 i 2008 roku.
| 1900 | Nie uczestniczyła                 | Nie uczestniczyła                 | Nie uczestniczyła                 | Nie uczestniczyła                 |
| 1904 | Nie uczestniczyła                 | Nie uczestniczyła                 | Nie uczestniczyła                 | Nie uczestniczyła                 |
| 1908 | Nie uczestniczyła                 | Nie uczestniczyła                 | Nie uczestniczyła                 | Nie uczestniczyła                 |
| 1912 | Nie uczestniczyła                 | Nie uczestniczyła                 | Nie uczestniczyła                 | Nie uczestniczyła                 |
| 1920 | Nie uczestniczyła                 | Nie uczestniczyła                 | Nie uczestniczyła                 | Nie uczestniczyła                 |
| 1924 | Nie uczestniczyła                 | Nie uczestniczyła                 | Nie uczestniczyła                 | Nie uczestniczyła                 |
| 1928 | Nie uczestniczyła                 | Nie uczestniczyła                 | Nie uczestniczyła                 | Nie uczestniczyła                 |
| 1932 | Nie uczestniczyła                 | Nie uczestniczyła                 | Nie uczestniczyła                 | Nie uczestniczyła                 |
| 1936 | Nie uczestniczyła                 | Nie uczestniczyła                 | Nie uczestniczyła                 | Nie uczestniczyła                 |
| 1948 | Nie uczestniczyła                 | Nie uczestniczyła                 | Nie uczestniczyła                 | Nie uczestniczyła                 |
| 1952 | W składzie ZSRR                   | W składzie ZSRR                   | W składzie ZSRR                   | W składzie ZSRR                   |
| 1956 | W składzie ZSRR                   | W składzie ZSRR                   | W składzie ZSRR                   | W składzie ZSRR                   |
| 1960 | W składzie ZSRR                   | W składzie ZSRR                   | W składzie ZSRR                   | W składzie ZSRR                   |
| 1964 | W składzie ZSRR                   | W składzie ZSRR                   | W składzie ZSRR                   | W składzie ZSRR                   |
| 1968 | W składzie ZSRR                   | W składzie ZSRR                   | W składzie ZSRR                   | W składzie ZSRR                   |
| 1972 | W składzie ZSRR                   | W składzie ZSRR                   | W składzie ZSRR                   | W składzie ZSRR                   |
| 1976 | W składzie ZSRR                   | W składzie ZSRR                   | W składzie ZSRR                   | W składzie ZSRR                   |
| 1980 | W składzie ZSRR                   | W składzie ZSRR                   | W składzie ZSRR                   | W składzie ZSRR                   |
| 1984 | W składzie ZSRR                   | W składzie ZSRR                   | W składzie ZSRR                   | W składzie ZSRR                   |
| 1988 | W składzie ZSRR                   | W składzie ZSRR                   | W składzie ZSRR                   | W składzie ZSRR                   |
| 1992 | W składzie Wspólnej reprezentacji | W składzie Wspólnej reprezentacji | W składzie Wspólnej reprezentacji | W składzie Wspólnej reprezentacji |
| 1996 | 1                                 | 0                                 | 3                                 | 4                                 |
| 2000 | 0                                 | 0                                 | 2                                 | 2                                 |
| 2004 | 0                                 | 1                                 | 2                                 | 3                                 |
| 2008 | 1                                 | 2                                 | 1                                 | 4                                 |
| 2012 | 0                                 | 0                                 | 3                                 | 3                                 |
| 2016 | 0                                 | 0                                 | 1                                 | 1                                 |
| 2020 | 0                                 | 0                                 | 1                                 | 1                                 |

### Mistrzostwa świata
Reprezentacja Ukrainy uczestniczy nieprzerwanie od czwartej edycji Mistrzostw świata, czyli od 1993 roku. Wcześniej ukraińscy sportowcy występowali w składzie ZSRR. Najwięcej medali dla Ukrainy wywalczyli Inha Babakowa (4) oraz Serhij Bubka (3), Żanna Pintusewicz-Block (3) i Wita Pawłysz (3). Serhij Bubka w swoim dorobku ma 3 złote medale, Żanna Pintusewicz-Block 2 złote, Inha Babakowa tylko jedną. Najlepszymi mistrzostwami w wykonaniu Ukraińców były mistrzostwa świata w Atenach z 1997 roku (7 medali w tym 2 złote).
| Udział w mistrzostwach świata | Udział w mistrzostwach świata | Udział w mistrzostwach świata | Udział w mistrzostwach świata | Udział w mistrzostwach świata | Udział w mistrzostwach świata | Udział w mistrzostwach świata |
| Rok                           | Złoto                         | Srebro                        | Brąz                          | Razem                         | Miejsce                       |                               |
| ----------------------------- | ----------------------------- | ----------------------------- | ----------------------------- | ----------------------------- | ----------------------------- | ----------------------------- |
| 1983                          | W składzie ZSRR               | W składzie ZSRR               | W składzie ZSRR               | W składzie ZSRR               | W składzie ZSRR               |                               |
| 1987                          | W składzie ZSRR               | W składzie ZSRR               | W składzie ZSRR               | W składzie ZSRR               | W składzie ZSRR               |                               |
| 1991                          | W składzie ZSRR               | W składzie ZSRR               | W składzie ZSRR               | W składzie ZSRR               | W składzie ZSRR               |                               |
| 1993                          | 1                             | 1                             | 2                             | 4                             | 11. miejsce                   |                               |
| 1995                          | 2                             | 0                             | 1                             | 3                             | 9. miejsce                    |                               |
| 1997                          | 2                             | 4                             | 1                             | 7                             | 5. miejsce                    |                               |
| 1999                          | 1                             | 1                             | 2                             | 4                             | 15. miejsce                   |                               |
| 2001                          | 1                             | 1                             | 1                             | 3                             | 17. miejsce                   |                               |
| 2003                          | 0                             | 0                             | 3                             | 3                             | 27. miejsce                   |                               |
| 2005                          | 1                             | 0                             | 0                             | 1                             | 18. miejsce                   |                               |
| 2007                          | 0                             | 2                             | 0                             | 2                             | 24. miejsce                   |                               |
| 2009                          | 0                             | 0                             | 0                             | 0                             | Nie klasyfikowana             |                               |
| 2011                          | 1                             | 0                             | 1                             | 2                             | 10. miejsce                   |                               |
| 2013                          | 2                             | 0                             | 1                             | 3                             | 8. miejsce                    |                               |
| 2015                          | 0                             | 1                             | 1                             | 2                             | 22. miejsce                   |                               |
| 2017                          | 0                             | 1                             | 0                             | 1                             | 31. miejsce                   |                               |

### Halowe Mistrzostwa świata
Ukraina uczestniczy nieprzerwanie od piątej edycji halowych mistrzostw świata, czyli od 1993 roku. Wcześniej ukraińscy sportowcy występowali w składzie ZSRR. Najlepszymi mistrzostwami w wykonaniu ukraińskich lekkoatletów były halowe mistrzostwa świata w Moskwie z 2006 roku, na których zajęli końcowe trzecie miejsce (2 medale w tym 2 złote). W 1993 było 5 medali, ale tylko 9. miejsce.
| Udział w halowych mistrzostwach świata | Udział w halowych mistrzostwach świata | Udział w halowych mistrzostwach świata | Udział w halowych mistrzostwach świata | Udział w halowych mistrzostwach świata | Udział w halowych mistrzostwach świata | Udział w halowych mistrzostwach świata |
| Rok                                    | Złoto                                  | Srebro                                 | Brąz                                   | Razem                                  | Miejsce                                |                                        |
| -------------------------------------- | -------------------------------------- | -------------------------------------- | -------------------------------------- | -------------------------------------- | -------------------------------------- | -------------------------------------- |
| 1985                                   | W składzie ZSRR                        | W składzie ZSRR                        | W składzie ZSRR                        | W składzie ZSRR                        | W składzie ZSRR                        |                                        |
| 1987                                   | W składzie ZSRR                        | W składzie ZSRR                        | W składzie ZSRR                        | W składzie ZSRR                        | W składzie ZSRR                        |                                        |
| 1989                                   | W składzie ZSRR                        | W składzie ZSRR                        | W składzie ZSRR                        | W składzie ZSRR                        | W składzie ZSRR                        |                                        |
| 1991                                   | W składzie ZSRR                        | W składzie ZSRR                        | W składzie ZSRR                        | W składzie ZSRR                        | W składzie ZSRR                        |                                        |
| 1993                                   | 1                                      | 0                                      | 4                                      | 5                                      | 9. miejsce                             |                                        |
| 1995                                   | 1                                      | 0                                      | 0                                      | 1                                      | 11. miejsce                            |                                        |
| 1997                                   | 2                                      | 2                                      | 0                                      | 4                                      | 4. miejsce                             |                                        |
| 1999                                   | 1                                      | 0                                      | 1                                      | 2                                      | 11. miejsce                            |                                        |
| 2001                                   | 0                                      | 2                                      | 0                                      | 2                                      | 16. miejsce                            |                                        |
| 2003                                   | 0                                      | 1                                      | 1                                      | 2                                      | 14. miejsce                            |                                        |
| 2004                                   | 0                                      | 2                                      | 1                                      | 3                                      | 16. miejsce                            |                                        |
| 2006                                   | 2                                      | 0                                      | 0                                      | 2                                      | 3. miejsce                             |                                        |
| 2008                                   | 0                                      | 1                                      | 1                                      | 2                                      | 19. miejsce                            |                                        |
| 2010                                   | 0                                      | 1                                      | 0                                      | 1                                      | 19. miejsce                            |                                        |
| 2012                                   | 1                                      | 2                                      | 0                                      | 3                                      | 6. miejsce                             |                                        |
| 2014                                   | 0                                      | 1                                      | 2                                      | 3                                      | 19. miejsce                            |                                        |
| 2016                                   | 0                                      | 2                                      | 1                                      | 3                                      | 14. miejsce                            |                                        |
| 2018                                   | 0                                      | 0                                      | 0                                      | 0                                      | Nie klasyfikowana                      |                                        |

### Drużynowe mistrzostwa świata
Ukraina jeszcze nie brała udziału w drużynowych mistrzostw świata, które wystartowały po raz pierwszy w 2018.
| Udział w drużynowych mistrzostwach świata | Udział w drużynowych mistrzostwach świata | Udział w drużynowych mistrzostwach świata | Udział w drużynowych mistrzostwach świata | Udział w drużynowych mistrzostwach świata | Udział w drużynowych mistrzostwach świata | Udział w drużynowych mistrzostwach świata |
| Rok                                       | Złoto                                     | Srebro                                    | Brąz                                      | Razem                                     | Miejsce                                   |                                           |
| ----------------------------------------- | ----------------------------------------- | ----------------------------------------- | ----------------------------------------- | ----------------------------------------- | ----------------------------------------- | ----------------------------------------- |
| 2018                                      | -                                         | -                                         | -                                         | -                                         | Nie uczestniczyła                         |                                           |

### Mistrzostwa Europy
Reprezentacja Ukrainy uczestniczy nieprzerwanie od XVI edycji Mistrzostw Europy, czyli od 1994 roku. Najwięcej złotych medali (3) zdobyła Olha Saładucha w trójskoku. Najlepszymi mistrzostwami w wykonaniu ukraińskich lekkoatletów były mistrzostwa Europy w Helsinkach z 2012 roku (15 medali w tym 4 złotych). Najwyższe miejsce w klasyfikacji medalowej to trzecia pozycja na mistrzostwach Europy w Helsinkach z 2012 roku.
| Udział w mistrzostwach Europy | Udział w mistrzostwach Europy | Udział w mistrzostwach Europy | Udział w mistrzostwach Europy | Udział w mistrzostwach Europy | Udział w mistrzostwach Europy | Udział w mistrzostwach Europy |
| Rok                           | Złoto                         | Srebro                        | Brąz                          | Razem                         | Miejsce                       |                               |
| ----------------------------- | ----------------------------- | ----------------------------- | ----------------------------- | ----------------------------- | ----------------------------- | ----------------------------- |
| 1934                          | Nie uczestniczyła             | Nie uczestniczyła             | Nie uczestniczyła             | Nie uczestniczyła             | Nie uczestniczyła             |                               |
| / 1938                        | Nie uczestniczyła             | Nie uczestniczyła             | Nie uczestniczyła             | Nie uczestniczyła             | Nie uczestniczyła             |                               |
| 1946                          | W składzie ZSRR               | W składzie ZSRR               | W składzie ZSRR               | W składzie ZSRR               | W składzie ZSRR               |                               |
| 1950                          | W składzie ZSRR               | W składzie ZSRR               | W składzie ZSRR               | W składzie ZSRR               | W składzie ZSRR               |                               |
| 1954                          | W składzie ZSRR               | W składzie ZSRR               | W składzie ZSRR               | W składzie ZSRR               | W składzie ZSRR               |                               |
| 1958                          | W składzie ZSRR               | W składzie ZSRR               | W składzie ZSRR               | W składzie ZSRR               | W składzie ZSRR               |                               |
| 1962                          | W składzie ZSRR               | W składzie ZSRR               | W składzie ZSRR               | W składzie ZSRR               | W składzie ZSRR               |                               |
| 1966                          | W składzie ZSRR               | W składzie ZSRR               | W składzie ZSRR               | W składzie ZSRR               | W składzie ZSRR               |                               |
| 1969                          | W składzie ZSRR               | W składzie ZSRR               | W składzie ZSRR               | W składzie ZSRR               | W składzie ZSRR               |                               |
| 1971                          | W składzie ZSRR               | W składzie ZSRR               | W składzie ZSRR               | W składzie ZSRR               | W składzie ZSRR               |                               |
| 1974                          | W składzie ZSRR               | W składzie ZSRR               | W składzie ZSRR               | W składzie ZSRR               | W składzie ZSRR               |                               |
| 1978                          | W składzie ZSRR               | W składzie ZSRR               | W składzie ZSRR               | W składzie ZSRR               | W składzie ZSRR               |                               |
| 1982                          | W składzie ZSRR               | W składzie ZSRR               | W składzie ZSRR               | W składzie ZSRR               | W składzie ZSRR               |                               |
| 1986                          | W składzie ZSRR               | W składzie ZSRR               | W składzie ZSRR               | W składzie ZSRR               | W składzie ZSRR               |                               |
| 1990                          | W składzie ZSRR               | W składzie ZSRR               | W składzie ZSRR               | W składzie ZSRR               | W składzie ZSRR               |                               |
| 1994                          | 3                             | 6                             | 3                             | 12                            | 5. miejsce                    |                               |
| 1998                          | 3                             | 1                             | 1                             | 5                             | 6. miejsce                    |                               |
| 2002                          | 3                             | 3                             | 1                             | 7                             | 6. miejsce                    |                               |
| 2006                          | 0                             | 1                             | 2                             | 3                             | 21. miejsce                   |                               |
| 2010                          | 2                             | 3                             | 2                             | 7                             | 7. miejsce                    |                               |
| 2012                          | 4                             | 5                             | 6                             | 15                            | 3. miejsce                    |                               |
| 2014                          | 2                             | 5                             | 1                             | 8                             | 7. miejsce                    |                               |
| 2016                          | 1                             | 0                             | 0                             | 1                             | 17. miejsce                   |                               |
| 2018                          | 2                             | 3                             | 2                             | 7                             | 10. miejsce                   |                               |

### Halowe Mistrzostwa Europy
Reprezentanci Ukrainy uczestniczy nieprzerwanie od XXIII edycji halowych mistrzostw Europy, czyli od 1993 roku. Wcześniej ukraińscy sportowcy występowali w składzie ZSRR. Najlepszymi mistrzostwami w wykonaniu Ukraińców były halowe mistrzostwa Europy w Göteborgu z 2014 roku, na których zajęli czwarte miejsce (4 medali w tym 2 złote), a najwięcej 6 medali (w tym 1 złoty) zdobyli w Madrycie w 2005 roku.
| Udział w halowych mistrzostwach Europy | Udział w halowych mistrzostwach Europy | Udział w halowych mistrzostwach Europy | Udział w halowych mistrzostwach Europy | Udział w halowych mistrzostwach Europy | Udział w halowych mistrzostwach Europy | Udział w halowych mistrzostwach Europy |
| Rok                                    | Złoto                                  | Srebro                                 | Brąz                                   | Razem                                  | Miejsce                                |                                        |
| -------------------------------------- | -------------------------------------- | -------------------------------------- | -------------------------------------- | -------------------------------------- | -------------------------------------- | -------------------------------------- |
| 1966                                   | W składzie ZSRR                        | W składzie ZSRR                        | W składzie ZSRR                        | W składzie ZSRR                        | W składzie ZSRR                        |                                        |
| 1967                                   | W składzie ZSRR                        | W składzie ZSRR                        | W składzie ZSRR                        | W składzie ZSRR                        | W składzie ZSRR                        |                                        |
| 1968                                   | W składzie ZSRR                        | W składzie ZSRR                        | W składzie ZSRR                        | W składzie ZSRR                        | W składzie ZSRR                        |                                        |
| 1969                                   | W składzie ZSRR                        | W składzie ZSRR                        | W składzie ZSRR                        | W składzie ZSRR                        | W składzie ZSRR                        |                                        |
| 1970                                   | W składzie ZSRR                        | W składzie ZSRR                        | W składzie ZSRR                        | W składzie ZSRR                        | W składzie ZSRR                        |                                        |
| 1971                                   | W składzie ZSRR                        | W składzie ZSRR                        | W składzie ZSRR                        | W składzie ZSRR                        | W składzie ZSRR                        |                                        |
| 1972                                   | W składzie ZSRR                        | W składzie ZSRR                        | W składzie ZSRR                        | W składzie ZSRR                        | W składzie ZSRR                        |                                        |
| 1973                                   | W składzie ZSRR                        | W składzie ZSRR                        | W składzie ZSRR                        | W składzie ZSRR                        | W składzie ZSRR                        |                                        |
| 1974                                   | W składzie ZSRR                        | W składzie ZSRR                        | W składzie ZSRR                        | W składzie ZSRR                        | W składzie ZSRR                        |                                        |
| 1975                                   | W składzie ZSRR                        | W składzie ZSRR                        | W składzie ZSRR                        | W składzie ZSRR                        | W składzie ZSRR                        |                                        |
| 1976                                   | W składzie ZSRR                        | W składzie ZSRR                        | W składzie ZSRR                        | W składzie ZSRR                        | W składzie ZSRR                        |                                        |
| 1977                                   | W składzie ZSRR                        | W składzie ZSRR                        | W składzie ZSRR                        | W składzie ZSRR                        | W składzie ZSRR                        |                                        |
| 1978                                   | W składzie ZSRR                        | W składzie ZSRR                        | W składzie ZSRR                        | W składzie ZSRR                        | W składzie ZSRR                        |                                        |
| 1979                                   | W składzie ZSRR                        | W składzie ZSRR                        | W składzie ZSRR                        | W składzie ZSRR                        | W składzie ZSRR                        |                                        |
| 1980                                   | W składzie ZSRR                        | W składzie ZSRR                        | W składzie ZSRR                        | W składzie ZSRR                        | W składzie ZSRR                        |                                        |
| 1981                                   | W składzie ZSRR                        | W składzie ZSRR                        | W składzie ZSRR                        | W składzie ZSRR                        | W składzie ZSRR                        |                                        |
| 1982                                   | W składzie ZSRR                        | W składzie ZSRR                        | W składzie ZSRR                        | W składzie ZSRR                        | W składzie ZSRR                        |                                        |
| 1983                                   | W składzie ZSRR                        | W składzie ZSRR                        | W składzie ZSRR                        | W składzie ZSRR                        | W składzie ZSRR                        |                                        |
| 1984                                   | W składzie ZSRR                        | W składzie ZSRR                        | W składzie ZSRR                        | W składzie ZSRR                        | W składzie ZSRR                        |                                        |
| 1985                                   | W składzie ZSRR                        | W składzie ZSRR                        | W składzie ZSRR                        | W składzie ZSRR                        | W składzie ZSRR                        |                                        |
| 1986                                   | W składzie ZSRR                        | W składzie ZSRR                        | W składzie ZSRR                        | W składzie ZSRR                        | W składzie ZSRR                        |                                        |
| 1987                                   | W składzie ZSRR                        | W składzie ZSRR                        | W składzie ZSRR                        | W składzie ZSRR                        | W składzie ZSRR                        |                                        |
| 1988                                   | W składzie ZSRR                        | W składzie ZSRR                        | W składzie ZSRR                        | W składzie ZSRR                        | W składzie ZSRR                        |                                        |
| 1989                                   | W składzie ZSRR                        | W składzie ZSRR                        | W składzie ZSRR                        | W składzie ZSRR                        | W składzie ZSRR                        |                                        |
| 1990                                   | W składzie ZSRR                        | W składzie ZSRR                        | W składzie ZSRR                        | W składzie ZSRR                        | W składzie ZSRR                        |                                        |
| 1992                                   | W składzie WNP                         | W składzie WNP                         | W składzie WNP                         | W składzie WNP                         | W składzie WNP                         |                                        |
| 1994                                   | 1                                      | 1                                      | 1                                      | 3                                      | 6. miejsce                             |                                        |
| 1996                                   | 0                                      | 0                                      | 1                                      | 1                                      | 23. miejsce                            |                                        |
| 1998                                   | 3                                      | 1                                      | 0                                      | 4                                      | 5. miejsce                             |                                        |
| 2000                                   | 0                                      | 0                                      | 2                                      | 2                                      | 21. miejsce                            |                                        |
| 2002                                   | 1                                      | 0                                      | 1                                      | 2                                      | 11. miejsce                            |                                        |
| 2005                                   | 1                                      | 2                                      | 3                                      | 6                                      | 8. miejsce                             |                                        |
| 2007                                   | 0                                      | 2                                      | 0                                      | 2                                      | 15. miejsce                            |                                        |
| 2009                                   | 0                                      | 3                                      | 0                                      | 3                                      | 13. miejsce                            |                                        |
| 2011                                   | 1                                      | 1                                      | 0                                      | 2                                      | 9. miejsce                             |                                        |
| 2013                                   | 2                                      | 1                                      | 1                                      | 4                                      | 4. miejsce                             |                                        |
| 2015                                   | 1                                      | 0                                      | 1                                      | 2                                      | 13. miejsce                            |                                        |
| 2017                                   | 0                                      | 1                                      | 4                                      | 5                                      | 16. miejsce                            |                                        |

### Drużynowe mistrzostwa Europy
Ukraina w 2009 startowała w pierwszych drużynowych mistrzostw Europy. Najwyższe osiągnięcie to trzecie miejsce na drużynowych mistrzostwach Europy w Sztokholmie z 2011 roku (304 pkt).
| Udział w drużynowych mistrzostwach Europy | Udział w drużynowych mistrzostwach Europy | Udział w drużynowych mistrzostwach Europy | Udział w drużynowych mistrzostwach Europy | Udział w drużynowych mistrzostwach Europy | Udział w drużynowych mistrzostwach Europy | Udział w drużynowych mistrzostwach Europy |
| Rok                                       | Złoto                                     | Srebro                                    | Brąz                                      | Razem                                     | Miejsce                                   |                                           |
| ----------------------------------------- | ----------------------------------------- | ----------------------------------------- | ----------------------------------------- | ----------------------------------------- | ----------------------------------------- | ----------------------------------------- |
| 2009                                      |                                           |                                           |                                           |                                           | 8. miejsce                                |                                           |
| 2010                                      |                                           |                                           |                                           |                                           | 5. miejsce                                |                                           |
| 2011                                      |                                           |                                           |                                           |                                           | 3. miejsce                                |                                           |
| 2013                                      |                                           |                                           |                                           |                                           | 6. miejsce                                |                                           |
| 2014                                      |                                           |                                           |                                           |                                           | 6. miejsce                                |                                           |
| 2015                                      |                                           |                                           |                                           |                                           | 7. miejsce                                |                                           |
| 2017                                      |                                           |                                           |                                           |                                           | 6. miejsce                                |                                           |